# Шмурло, Геннадий Францевич

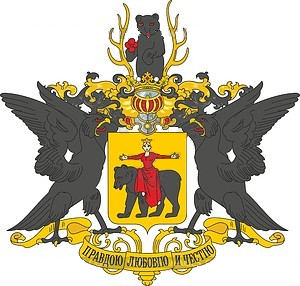
Герб рода Шмурло. Пожалован Францу Иосифовичу Шмурло.

Г.Ф. Шмурло с супругой Екатериной Алексеевной происходившей из шведских дворян.

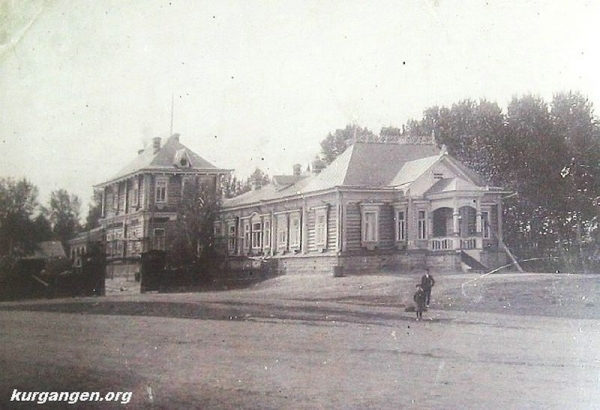
Усадьба Шмурло в с. Красный Уралец. Вид с севера, фото ок. 1912 года.

Геннадий Францевич Шмурло́ (10 [22] февраля 1869, Челябинск, Оренбургская губерния — 18 сентября 1926, Ницца) — оренбургский земский деятель, член Государственного совета. Землевладелец Челябинского уезда (в 1918 году имел 1116,48 десятин (1219,7 га)).

## Биография
Геннадий Францевич Шмурло родился 29 января (10 февраля) 1869 года в семье малопоместного дворянина польско-литовского происхождения генерал-майора Франца Осиповича Шмурло в городе Челябинске Челябинского уезда Оренбургской губернии, ныне город — административный центр Челябинской области. Записан в VI родословную книгу. Православный. Его мать с 1863 года арендовала, а к 1869 году уже владела Воскресенским винокуренным № 30 заводом и паровой мельницей, построенными в даче села Петровского  Кипельской волости Челябинского уезда, на земле, арендованной у владельцев Качка и Битмид при реке Юргамыш выше по течению, от с. Петровского в 7 верстах (ныне с. Петровское входит в Красноуральского сельсовета Юргамышского района Курганской области).
После 1866 года Франц Иосифович и Раиса Корнильевна проживали в деревне Васильевке (Городничевке) Кипельской волости Челябинского уезда, где построил кирпичный дом на восточной окраине деревни. В доме было 7 комнат, его разобрали в 1972 году. Рядом с домом был сад площадью 40 соток. Ныне деревня упразднена.
Среднее образование получил в частной гимназии Гуревича в Санкт-Петербурге, по окончании которой поступил в Горный институт, откуда перешел на юридический факультет Императорского Санкт-Петербургского университета, который окончил в 1895 году.
По окончании университета вернулся в родовое имение в Кипельской волости Челябинского уезда, где занялся сельским хозяйством. Владел мельницей, винокуренным, ректификатным и железоделательным заводами. Занимался торговлей хлебом и скотом, выполнял казенные строительные подряды.
В 1901 году начал строительство Воскресенского № 5 винокуренного завода в 2-х км ниже села Петровского на левом берегу реки Юргамыш. При заводе построил поселок, который именовали «Заведение Шмурло» или «Воскресенский завод», «селение Воскресенское», ныне село Красный Уралец Красноуральского сельсовета Юргамышского района Курганской области. В 1916 году в «заведении Шмурло» было 34 двора, 130 жителей.
Напротив завода, на правом берегу, построил усадебный дом. План главного дома усадьбы представляет собой два соединенных прямоугольника, сдвинутых относительно друг друга. Под всем зданием располагается высокое цокольное помещение, увеличивающее общую высоту здания. Цоколь выложен из гранитных отесанных камней. Первый и второй этажи дома — деревянные, снаружи стены здания обшиты тесом. Наличники окон украшены деревянным узором. Крыша стропильная, скатная, покрыта кровельным железом. В 1923-1929 годах усадьба использовалась для размещения Курганского сельхозтехникума, затем школы рабочей молодежи. В хозяйственных помещениях имения находился межколхозный конный завод, позднее – 108-й Юргамышский рысистый конный завод. В 1930-е годы в усадебном доме разместили школу фабрично-заводского обучения (ФЗО), затем последовательно – Петровское педагогическое училище, семилетнюю школу, среднюю школу. В настоящее время в нем располагается детский сад.
В 1908 году в селе Айдабол, ныне Акмолинской области, построил спиртзавод. 
Принимал участие в земском самоуправлении. Избирался гласным Челябинского уездного и Оренбургского губернского земских собраний. В 1913 году был избран председателем Челябинской уездной земской управы, но отказался занять эту должность. 
Третьим очередным Челябинским уездным земским собранием избран почётным мировым судьей по Челябинскому уезду с 1915 года. Утвержден в этой должности указом Правительствующего Сената № 6297.
Был членом Конституционно-демократической партии (партии кадетов).
В Кипельской волости Челябинского уезда собственное имение в 1040 десятин земли, в нем винокуренный и ректификационные заводы, из них первый, перестроенный в 1906—1907 годах, кирпичный с деревянными на нём фонарями площадью 300 кв. саженей, при нём полукаменная солодовая площадью 190 кв. саж. А второй завод – ректификационный 3-этажный, смешанной постройки с помещением для спиртовых цистерн площадью 120 кв. саж., деревянная на каменном фундаменте мельница площадью 60 кв. саж., 3-этажная, производительностью 1000 пудов размола в сутки. Также имел полукаменный 2-этажный дом в селе Куртамыш, деревянный дом близ станицы Усть-Уйской на участке земли в 177 саж., и одноэтажный дом в Шадринске стоимостью в 5000 руб. Годовой оборот его предприятий достигал 700 тысяч рублей (1915). 
23 сентября 1915 года избран членом Государственного совета от Оренбургского губернского земства. Входил в группу центра. Был членом бюро Сельскохозяйственного совещания (1916). 28 февраля 1917 года подписал телеграмму к Николаю II, в которой члены Госсовета сообщали о критическом положении в Петрограде и просили об отставке правительства.
В 1918 году имел 1116,48 десятин земли, стоимостью 13607 руб. Во время Гражданской войны, в марте 1918 году у Шмурло было конфисковано: 69 тысяч ведер спирта, 45 тысяч пудов хлеба, 10 тысяч пудов картофеля, а также значительная часть скота и имущества. В 1919 году он продал свое имение Челябинскому союзу кредитных товариществ, который в 1920 году ликвидировал винокуренный завод и мельницу, и покинул губернию вместе с белыми.
Жил в эмиграции во Франции.
Геннадий Францевич Шмурло умер 5 (18) сентября 1926 года в городе Ницце округа Ницца департамента Приморские Альпы Французской Республики, ныне округ и департамент входят в регион Прованс — Альпы — Лазурный Берег Французской Республики.

## Награды
- Медаль «В память 300-летия царствования дома Романовых», 1913 год

## Семья
У Матвея Шмурла был сын Карл, внук Иван, правнук Фома-Осип — дед Геннадия Францевича.
- Отец — генерал-майор Франц Иосифович (Осипович) Шмурло (3 (15) октября 1805 года, с. Бржезницы Дрогичинской волости Кобринского уезда Гродненской губернии — 1893, д. Васильевка (Городничевка) Кипельской волости Челябинского уезда; из литовского дворянского рода).
- Мать — Раиса Корнильевна (ок. 1834—23 марта (5 апреля)  1907 года), происходит из польского дворянского рода, дочь челябинского врача Корнилия Ивановича Покровского; арендатор, затем владелец Воскресенского винокуренного № 30 завода.
- Братья:
  - Евгений (29 декабря 1853 года (10 января 1854 года)—7 апреля 1934, Прага) — историк.
  - Владимир (15 (27) июля 1865 года — 27 февраля 1931 года, Рига) — инженер-железнодорожник, эсперантист.
  - Леонид — прокурор Вернинского окружного суда, затем служил в Сенате.
  - Аркадий, покончил с собой, проиграв в карты 4000 рублей.
- Жена (с 7 (19) января 1898 года года) — Екатерина Алексеевна Гассельблат (20 октября (1 ноября)  1879 года-12 октября 1960, Ницца, Франция), дочь горного инженера Акселя Эмиля Гассельблата (7 (19) ноября 1848, Финляндия — 6 (19) июня 1901 года, Архангельский завод Уфимской губернии) и дочери врача Чаушанской Екатерины Витальевны (1857—17 (30) октября 1909 года, Уфа).
- Дети:
  - Вадим (7 (19) апреля 1899 года—1968, в эмиграции во Франции), окончил Тенишевское училище в Санкт-Петербурге. У него дочь Валерия (род. ок. 1947), живёт в Малайзии[3].
  - Екатерина (2 (15) ноября 1900 года—23 февраля (7 марта)  1904 года)